# Église Saint-Hilaire de Chassiers
Pour les articles homonymes, voir Église Saint-Hilaire.
L'église Saint-Hilaire est une église catholique située à Chassiers, dans le département de l'Ardèche, en France.

## Description
L'église de style gothique remplace un édifice primitif roman. Elle a l'aspect d'une forteresse, avec un clocher-donjon, surmonté d'une flèche en pierre, des échauguettes (tourelles d'angle) et une bretèche à mâchicoulis au-dessus du porche d'entrée.
La nef et le chœur sont voûtés en croisées d'ogives, décorés de clefs de voûte. Le chevet est plat. Un chemin de croix en pierre orne la nef.

## Historique
Édifiée au moment de la guerre de Cent Ans, l'église fortifiée servit surtout de lieu de refuge et de défense aux habitants, au moment des guerres de Religion. Se trouvant dans le camp des catholiques, elle subira les assauts des calvinistes en particulier en 1568.

## Classement
L'église Saint-Hilaire de Chassiers fait l’objet d’un classement au titre des monuments historiques depuis le 14 avril 1909.

## Galerie de photos

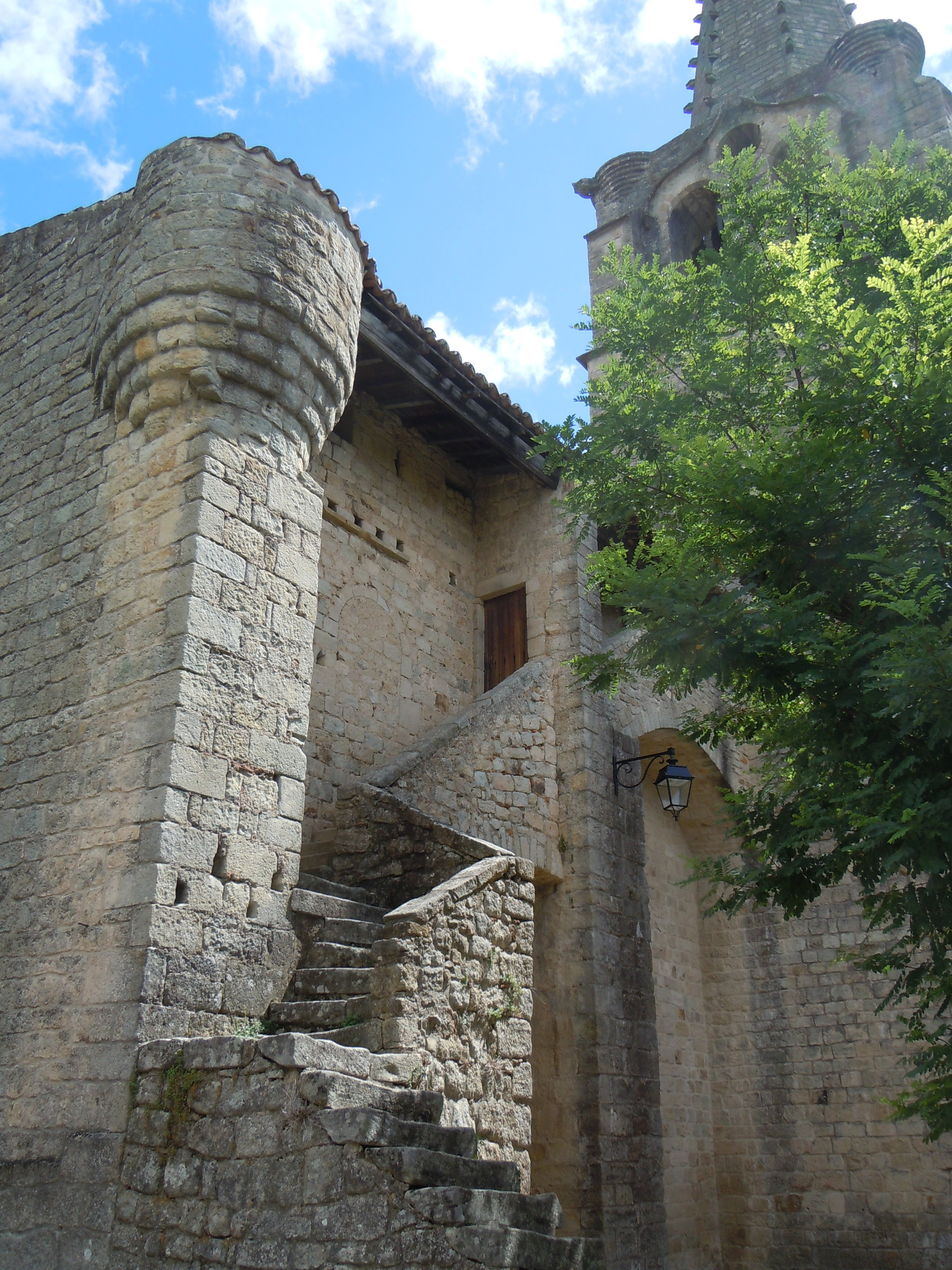
Escalier extérieur dominé par une échauguette.
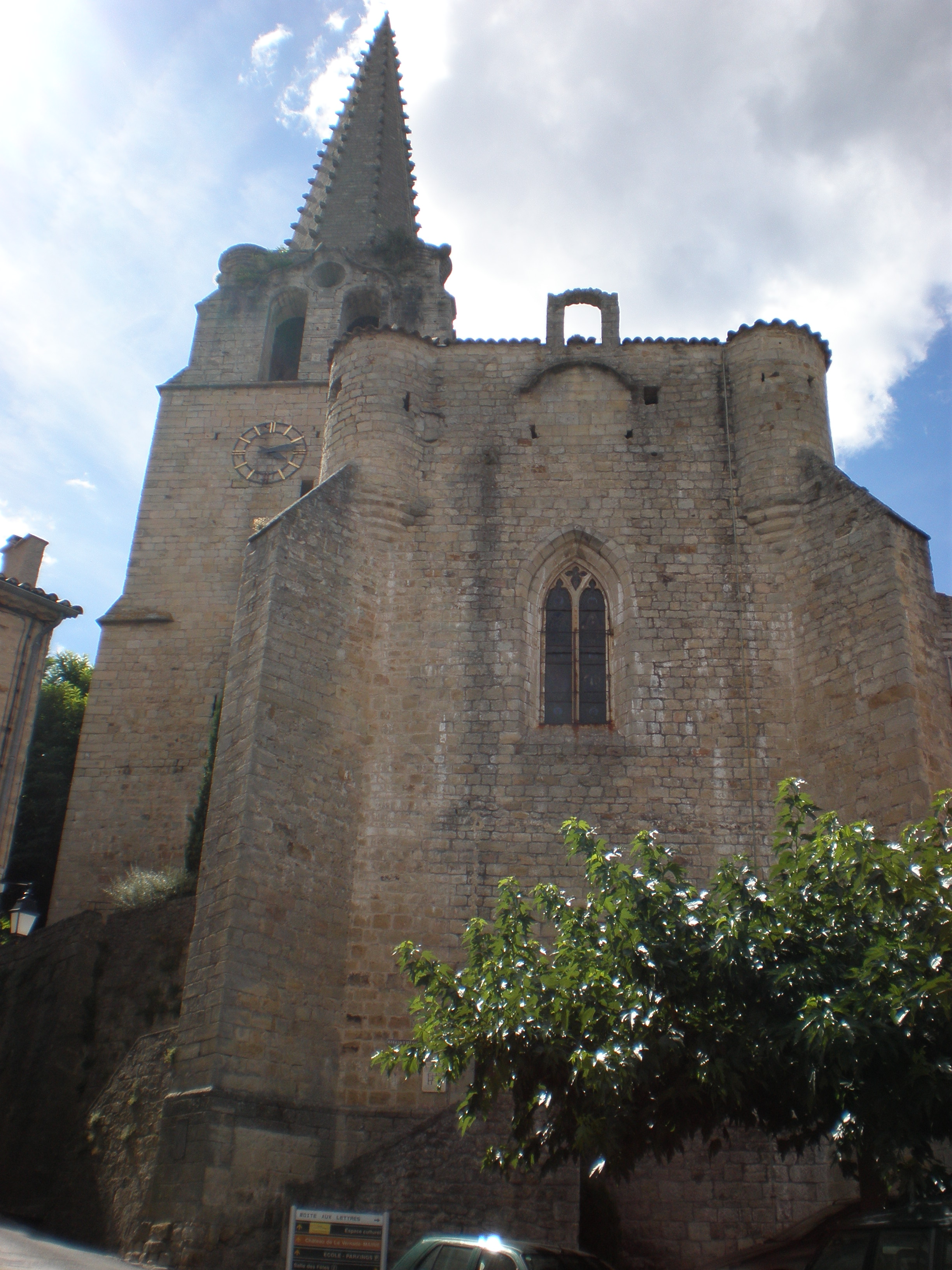
Abside et clocher.
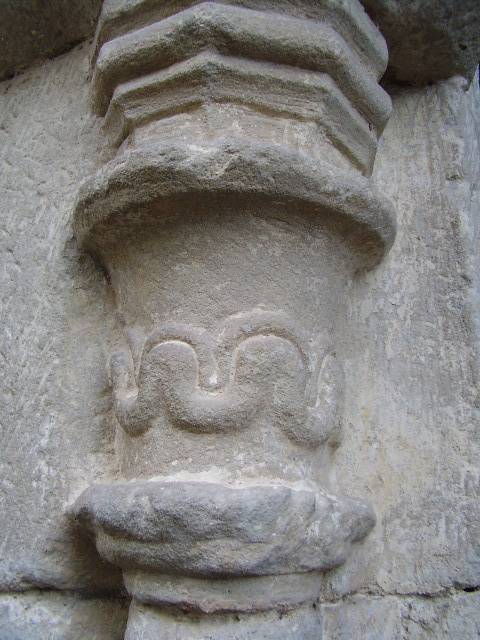
Chapiteau.
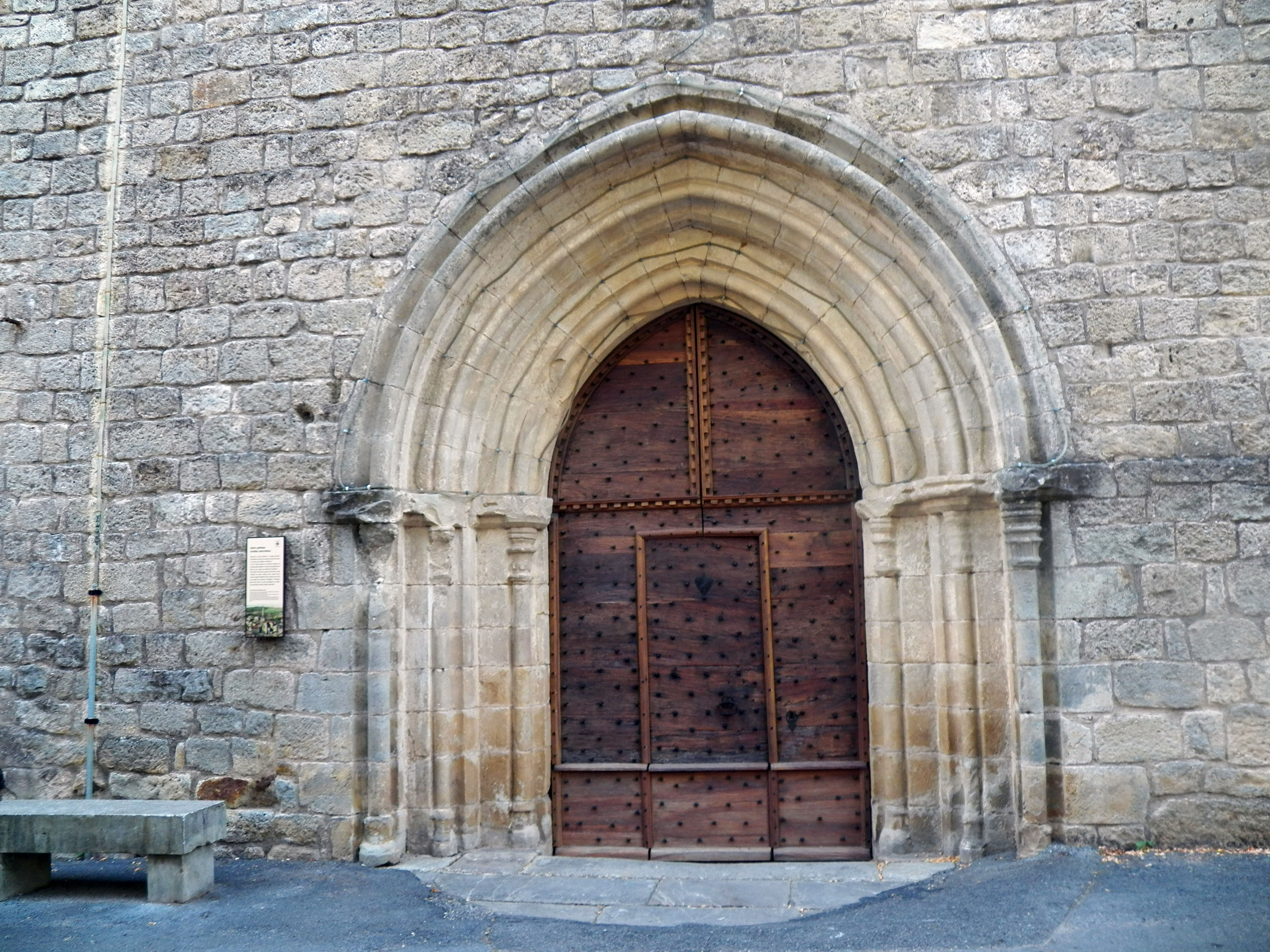
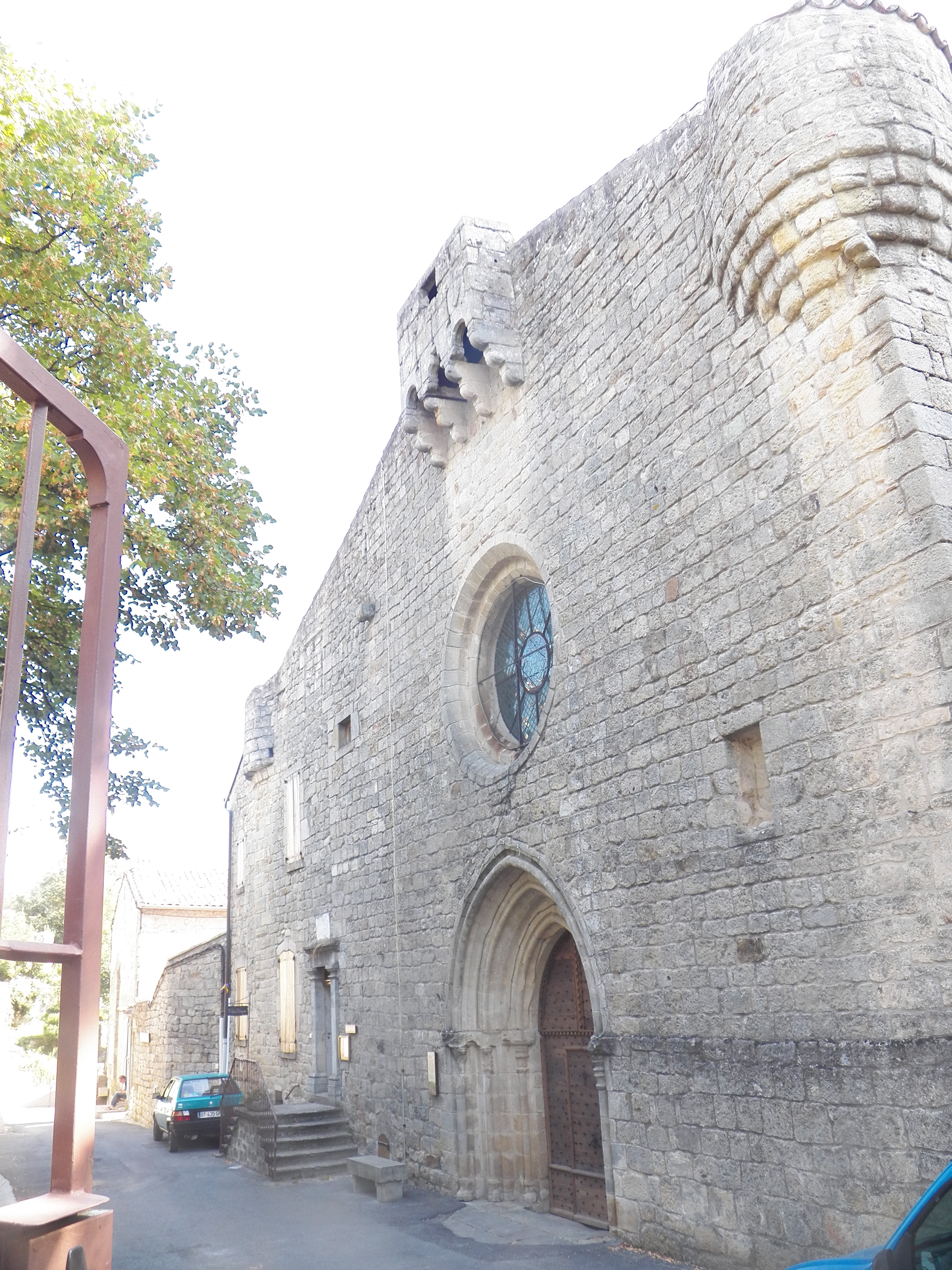
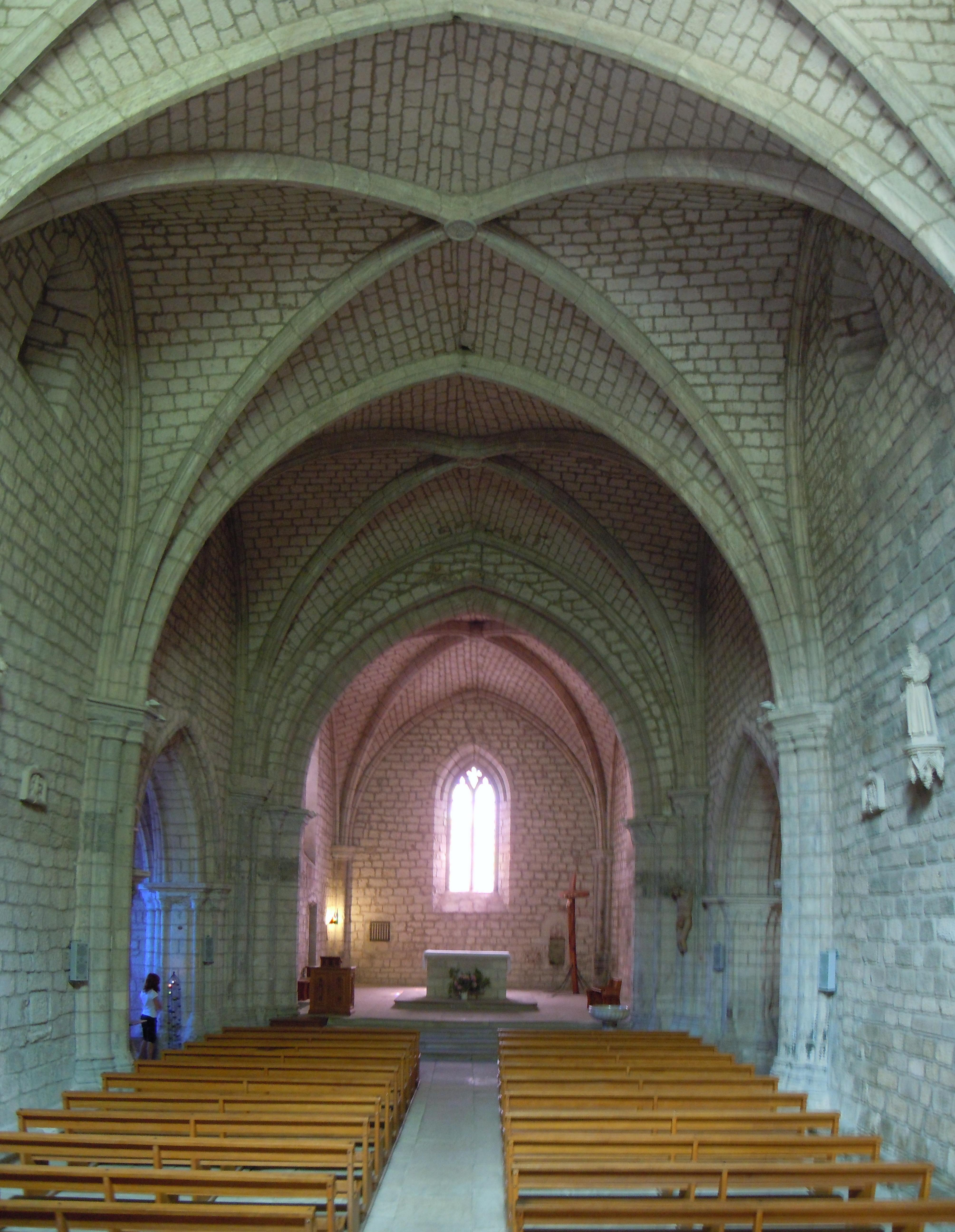
Vue de la nef.